# Боевые уставы

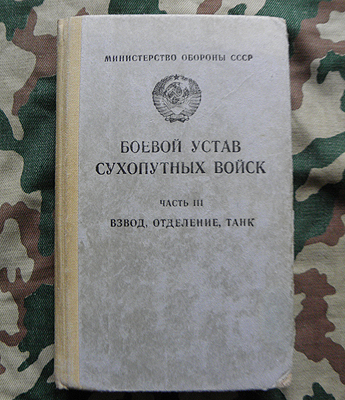
Боевой устав сухопутных войск Часть 3: взвод, отделение, танк (несекретная, в отличие от частей 1, 2 и 4) (СССР)

Боевы́е уста́вы — официальные руководящие документы, устанавливающие основные принципы боевой деятельности объединений, соединений, частей (кораблей) видов вооружённых сил и родов войск (сил) при ведении военных (боевых) действий.
Боевые уставы разрабатывают, руководствуясь полевыми уставами на основе опыта ведения войн и военных конфликтов, положений военной доктрины государства и военно-теоретической мысли.

## История
В русской армии периода Первой мировой войны применялись «Устав полевой службы» 1912 года и «Наставление для действий пехоты в бою» 1914 год.
Название «боевой устав» впервые появилось в РККА в 1924 году. Утверждённый РВС СССР общий план издания уставов и наставлений включал Боевой устав пехоты, Боевой устав кавалерии и Боевой устав артиллерии. Каждый Боевой устав включал несколько частей (разделов): назначение данного рода войск, обучение одиночного бойца, обучение части и боевые действия.
В последующие годы действовали Боевой устав бронесил РККА (1924, 1925, 1929 гг.), Боевой устав пехоты (1927-28 гг.), Боевой устав артиллерии РККА (1927-29 гг.), Боевой устав конницы (1927-29 гг.), Боевой устав ВВС РККА (1929-30 гг.), Боевой устав ВМС РККА (1930 г.). Во время Великой Отечественной войны 1941-45 действовали Боевой устав пехоты (ч. I и II, 1942 г.), Боевой устав бронетанковых и механизированных войск (ч. 1, 1944 г.), Боевой устав артиллерии (1938 г.), Боевой устав зенитной артиллерии (1941-44 гг.), Боевой устав кавалерии (ч. 1, 1944 г.) и др..
В вооруженных силах иностранных государств аналогичные документы именуются по-разному:
- в США — полевое руководство[англ.];
- в Великобритании — наставление по ведению боевых действий сухопутных войск;
- во Франции — руководство по ведению боевых действий и т. п..

## Современный этап
В России в ходе реформы Вооружённых Сил (с 2008 г.), изменения военной доктрины, а также с учётом внедрения новой военной техники назрело и обновление боевых уставов, которые были изданы ещё в советское время и не соответствуют изменившимся реалиям, особенно это касается частей 1 и 2 (часть, соединение, объединение) и работы в этом направлении проводятся. Это же касается и части 3 боевого устава сухопутных войск (при этом, общевоинские уставы за этот же период[какой?] были уже неоднократно изменены кардинально).
Эта версия документа была утверждена в 2014 г. (тогда войска переводились с дивизионной структуры на бригадную, что нашло отражение в документах, однако эта практика себя не оправдала).
Новая редакция боевых уставов была принята в 2017 году, в неё был включён сирийский опыт; 
в 2023 г. готовится новая редакция, с учётом боёв на Украине.